# Ana Frango Elétrico
Ana Faria Fainguelernt (Rio de Janeiro, 19 de dezembro de 1997), mais conhecida pelo nome artístico Ana Frango Elétrico, é uma cantora, compositora, produtora musical, multi-instrumentista, pintora e poetisa brasileira.
Com sede no Rio de Janeiro, lançou o seu primeiro álbum de estúdio, Mormaço Queima, em 2018. Seus álbuns subsequentes Little Electric Chicken Heart (2019) e Me Chama de Gato Que Eu Sou Sua (2023) foram lançados com aclamação da crítica, com o primeiro sendo indicado para Melhor Álbum de Rock ou Alternativo em Língua Portuguesa no 21.º Grammy Latino.

## Biografia
Descendente de um artista plástico e de uma psicóloga corporal, Ana entrou em uma escola de música aos seis anos, para fazer aulas de experimentação sonora. Aos sete já sabia ler partituras e tocava piano clássico em recitais.
Ana soube, por meio de sua irmã, seu avô sofria bullying dos colegas pela dificuldade que tinham em pronunciar o sobrenome de origem judaico-russa Fainguelernt,e que o apelidaram de “Frango Elétrico”. Assim que ouviu essa história,contou o fato a uma amiga, que comentou que o nome era "a sua cara". Ela também relata que a inspiração para o nome vem do álbum do cantor e compositor Arrigo Barnabé, Clara Crocodilo.
Aos dez anos, passou na prova de admissão da Escola de Música Villa-Lobos. Foi então que começou a estudar mais profundamente os conceitos de música, escalas, tempo, afinação e teoria musical. Embora não gostasse da ideia de estudar música e fazer provas como obrigação, reconhece que isso foi um incentivo. Nessa mesma época, Ana lembra que chorou ao ouvir sua voz gravada pela primeira vez, um momento significativo que marcou o início de sua jornada musical, muito antes de sua carreira decolar.
Aos 16 anos, durante o ensino médio, Fainguelernt e seus colegas formaram a banda Almoço Nu, inspirada no romance homônimo, tocando músicas que misturavam rock and roll com influências de maracatu e cúmbia. Essa banda foi um marco importante em sua trajetória, pois foi quando Ana começou a se interessar mais profundamente pela composição musical e a explorar novas formas de expressão artística.
Também durante sua adolescência, enfrentou um período difícil quando foi diagnosticada com mononucleose, também conhecida como a "doença do beijo". A mononucleose é uma infecção viral que provoca sintomas como febre, dores no pescoço e fadiga extrema. A recuperação pode levar semanas ou até meses, dependendo da gravidade do caso.
Durante o tratamento, Ana aproveitou o tempo em repouso para se dedicar às suas criações artísticas. Foi nesse período que ela desenvolveu um alter ego chamado "Nóia" e começou a compor as primeiras músicas que fariam parte de seu álbum de estreia, Mormaço Queima. A experiência com a doença influenciou profundamente sua música e criatividade, resultando em composições que refletiam suas emoções e pensamentos durante esse período desafiador.
Seu primeiro disco foi uma virada para os planos de Ana, que até então pensava em trabalhar com fotografia, pintura e artes plásticas, mas encantou-se pelos shows e decidiu que era o que queria fazer:

"Eu prestei vestibular para pintura. Não tinha o desejo de ser cantora ou compositora. Mas começaram a rolar os shows, uma coisa puxa a outra e percebi que a música me emociona, me proporciona encontros incríveis. Nessa época, mesmo que ainda com medo, decidi que era isso que eu queria pra mim e, desde então, estou nessa busca para profissionalizar cada vez mais o trabalho, fazer circular."
Fainguelernt também foi influenciada pelos sons de artistas como Prince, Michael Jackson e Everything but the Girl. Além disso, sua obra é marcada pela poética marginal de Ana Cristina Cesar e pelo poeta russo Vladimir Maiakovski. Essas influências literárias e musicais se entrelaçam em sua arte, criando uma expressão única e multifacetada. 

## Carreira

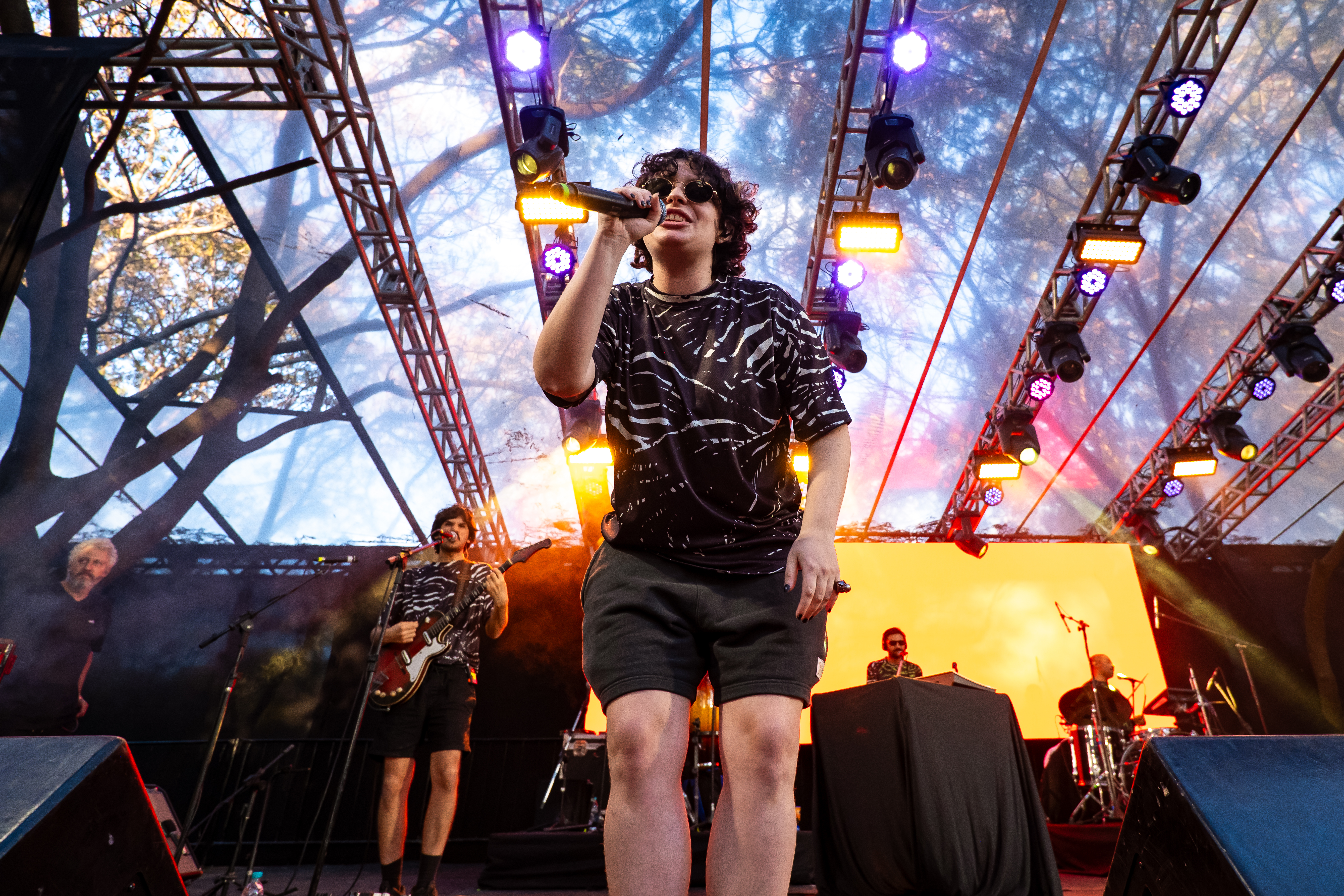
Ana durante apresentação em Belo Horizonte, 2024.

Afirmou em entrevistas que não concorda com o termo "nova MPB", preferindo dizer que sua obra é uma "bossa [nova]-pop-rock decadente com pinceladas de punk" ou ainda um "pós-MPB".
Lançou o seu segundo disco, Little Electric Chicken Heart, em 2019. A obra foi bem recebida pela crítica nacional e internacional, recebendo uma nota 8 pelo crítico musical estadunidense Anthony Fantano. O álbum ficou entre os 25 melhores discos brasileiros do segundo semestre de 2019 segundo a Associação Paulista de Críticos de Arte (APCA), e foi indicado no ano seguinte ao Grammy Latino na categoria "Melhor Álbum de Rock ou Música Alternativa em Língua Portuguesa" e ao Prêmio Multishow de Música Brasileira na categoria "Álbum do Ano". Também em 2019, recebeu o prêmio "Revelação do Ano" pela Associação Paulista de Críticos de Arte (APCA).
No ano seguinte, lançou o single "Mulher Homem Bicho" e publicou o seu primeiro livro, intitulado Escoliose: Paralelismo Miúdo. Fainguelernt descreveu a coleção como "parte de uma busca maior na minha língua: palavras portuguesas – e cores", lembrando ainda que três poemas da coleção se tornaram letras de músicas de Mormaço Queima e Little Electric Chicken Heart.
Fainguelernt dirigiu a produção de álbuns de outros artistas, incluindo o álbum de estreia autointitulado de 2021 da banda brasileira Sophia Chablau e Uma Enorme Perda de Tempo. Em 2022, co-produziu SIM SIM SIM, disco da banda carioca Bala Desejo, vencedor do Grammy Latino na categoria de "Melhor Álbum Pop em Português".
No segundo semestre de 2023, lançou o seu terceiro álbum, Me Chama de Gato Que Eu Sou Sua, com letras em inglês e português. O álbum teve versões físicas pelo cultuado Mr Bongo, na Inglaterra, e o japonês Think!. Anthony Fantano incluiu o álbum na posição 46 entre os 50 melhores discos que chegaram ao mercado em 2023.
Ana também realizou uma turnê pela Europa, passando por seis países, e se apresentou no palco principal do festival Doce Maravilha no Rio de Janeiro em maio de 2024.

## Vida pessoal
Fainguelernt é pansexual, queer e não-binárie. Expressa seu gênero por meio da música e da arte, utilizando suas composições e performances para explorar e comunicar suas experiências e perspectivas. Em entrevistas, Ana destaca a importância de haver representatividade para pessoas não-binárias e queer em destaque, criando um espaço inclusivo e representativo para a comunidade LGBTQIA+.

## Discografia

### Álbuns de estúdio
| Ano  | Título                          | Detalhes |
| ---- | ------------------------------- | --- |
| 2018 | Mormaço Queima                  | - Lançamento: 26 de fevereiro de 2018 - Gravadora: RISCO - Formato(s): CD, vinil, download digital                  |
| 2019 | Little Electric Chicken Heart   | - Lançamento: 12 de setembro de 2019 - Gravadora: RISCO - Formato(s): CD, vinil, download digital                   |
| 2023 | Me Chama de Gato Que Eu Sou Sua | - Lançamento: 20 de outubro de 2023 - Gravadora: RISCO, Mr Bongo e Think! - Formato(s): CD, vinil, download digital |

### Compilações
| Ano  | Título                                                     | Detalhes                                                                                           |
| ---- | ---------------------------------------------------------- | -------------------------------------------------------------------------------------------------- |
| 2018 | Xepa / Nata                                                | - Lançamento: 26 de novembro de 2018 - Gravadora: Embolacha - Formato: CD, vinil, download digital |
| 2023 | Hidden Waters Strange and Sublime Sounds of Rio de Janeiro | - Lançamento: 12 de maio de 2023 - Gravadora: Mr Bongo - Formato: CD, vinil, download digital      |

### Singles

#### Como artista principal
| Ano  | Canção                   | Álbum                           |
| ---- | ------------------------ | ------------------------------- |
| 2019 | "Tem dúvida?"            | Little Electric Chicken Heart   |
| 2019 | "Promessas e Previsões " | Little Electric Chicken Heart   |
| 2020 | "Mama Planta Baby"       | Não adicionada a nenhum álbum   |
| 2020 | "Mulher Homem Bicho"     | Não adicionada a nenhum álbum   |
| 2023 | "Electric Fish"          | Me Chama de Gato Que Eu Sou Sua |
| 2023 | "Insista em Mim"         | Me Chama de Gato Que Eu Sou Sua |
| 2025 | "A Sua Diversão"         | Não adicionada a nenhum álbum   |

#### Como artista convidada
| Ano  | Canção                                                                         | Álbum/EP                                  |
| ---- | ------------------------------------------------------------------------------ | ----------------------------------------- |
| 2018 | "Águas Pluviais" (Arthus Fochi com part. de Ana Frango Elétrico)               | Não adicionada a nenhum álbum             |
| 2020 | "VIP Xuxa" (Ricardo Richaid com part. de Ana Frango Elétrico)                  | Travesseiro Feliz                         |
| 2020 | "Voz Única Foto Sem Calcinha" (Thiago Nassif com part. de Ana Frango Elétrico) | Mente                                     |
| 2021 | "Raio de Sol" (Jadsa com part. de Ana Frango Elétrico e Kiko Dinucci)          | Olho de Vidro                             |
| 2021 | "Luz Negra" (Antônio Neves com part. de Ana Frango Elétrico)                   | A Pegada Agora É Essa (The Sway Now)      |
| 2021 | "Mapinha" (BEL com part. de Ana Frango Elétrico)                               | Não adicionada a nenhum álbum             |
| 2021 | "Somos Só - Deluxe Edition " (Luiza Brina com part. de Ana Frango Elétrico)    | A Toada Vem é Pelo Vento - Deluxe Edition |
| 2021 | "QUEM SERÁ" (ROSABEGE com part. de Ana Frango Elétrico)                        | Imagem                                    |
| 2021 | "Singular" (Nill com part. de Ana Frango Elétrico)                             | BLU                                       |
| 2022 | "This Little Song" (Péricles Cavalcanti com part. de Ana Frango Elétrico)      | Saltando Compassos                        |
| 2023 | "Lágrima na Língua" (Pedro Fonte com part. de Ana Frango Elétrico)             | Luz Na Madrugada / Late Night Light       |
| 2024 | "Con Ana" (Tamborim Dream com part. de Ana Frango Elétrico)                    | Vivian's Bedroom                          |
| 2024 | "Presença" (Vitor Milagres, Vovô Bebê com part. de Ana Frango Elétrico)        | Vontade de Beleza                         |
| 2024 | "Perto da Praia" (Mundo Vídeo com part. de Ana Frango Elétrico)                | Noite de Lua Torta                        |
| 2024 | "Masc" (Maria Beraldo com part. de Ana Frango Elétrico)                        | Colinho                                   |
| 2025 | "Pra Não Falar Mal" (Arnaldo Antunes com part. de Ana Frango Elétrico)         | Novo Mundo                                |

### Outras aparições
| Ano  | Canção                                           | Álbum/EP                                          |
| ---- | ------------------------------------------------ | ------------------------------------------------- |
| 2019 | "Farelos"                                        | Ana Frango Eletrico (Ao Vivo no Estúdio MangoLab) |
| 2019 | "Trago"                                          | Ana Frango Eletrico (Ao Vivo no Estúdio MangoLab) |
| 2023 | "Mal Secreto" (Com participação de Jards Macalé) | Ao Vivo no Coala Festival 2023                    |

### Participações
| Artista   | Álbum            | Detalhes |
| --------- | ---------------- | --- |
| Vovô Bebê | Briga de Família | - Participação: Vocais em 7 músicas e toca piano em "Jeggae" e teclado em "Polícia do Mundo" - Lançamento: 11 de fevereiro de 2020 |

## Livros

### Como escritora
- Escoliose: Paralelismo Miúdo (Edições Garupa, 2020)[12]

### Como colaboradora
- Teixeira, Heloísa (2018). Explosão feminista. Arte, cultura, política e universidade 1ª ed. [S.l.]: Companhia das Letras. 544 páginas. ASIN 8535931791. ISBN 9788554513054
- Várias autoras (2021). As 29 Poetas Hoje (Poesia). Teixeira, Heloísa (Compiladora) 1ª ed. [S.l.]: Companhia das Letras. 264 páginas. ASIN 8535934375. ISBN 9786557821084

## Filmografia
| Ano                      | Título                      | Personagem | Notas               | Ref.   |
| ------------------------ | --------------------------- | ---------- | ------------------- | ------ |
| 2021                     | esse filme é uma porcaria ‡ | —          | Aparição · Gravação | [ 31 ] |
| "‡" denota documentário. |                             |            |                     |        |

## Prêmios e indicações

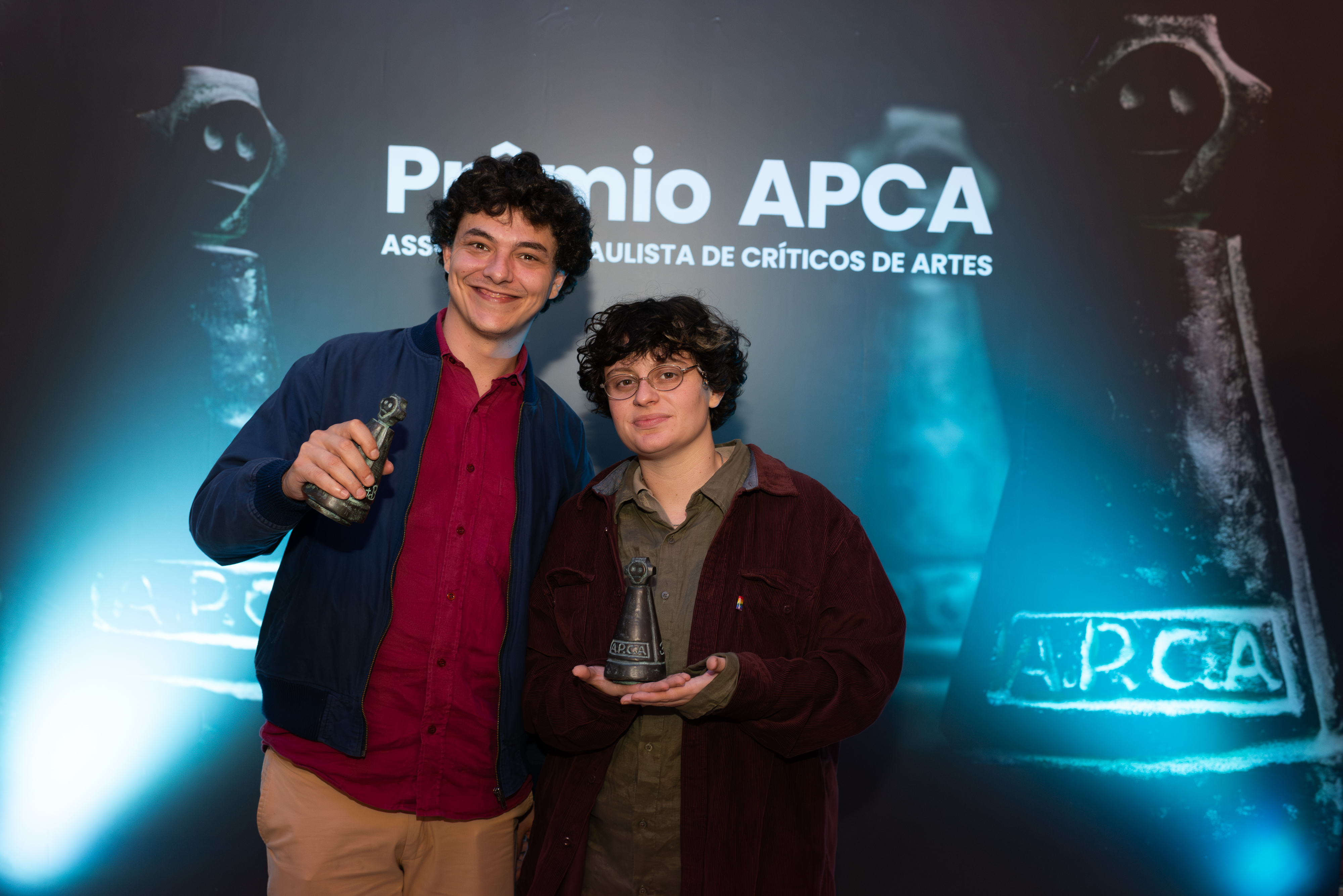
Ana no Prêmio APCA 2024

| Premiação                               | Ano  | Categoria                                                                       | Resultado | Ref.   |
| --------------------------------------- | ---- | ------------------------------------------------------------------------------- | --------- | ------ |
| Prêmio PIPA                             | 2021 | Artista Indicada                                                                | Indicado  | [ 32 ] |
| Associação Paulista de Críticos de Arte | 2019 | Artista Revelação                                                               | Venceu    | [ 33 ] |
| Associação Paulista de Críticos de Arte | 2024 | Disco do Ano (Me Chama de Gato Que Eu Sou Sua)                                  | Venceu    | [ 34 ] |
| Prêmio Multishow de Música Brasileira   | 2020 | Álbum do Ano (Little Electric Chicken Heart)                                    | Indicado  | [ 35 ] |
| Prêmio Multishow de Música Brasileira   | 2020 | Revelação do Ano                                                                | Indicado  | [ 35 ] |
| Prêmio Multishow de Música Brasileira   | 2023 | Rock do Ano ("Electric Fish")                                                   | Indicado  | [ 36 ] |
| Grammy Latino                           | 2020 | Melhor Álbum de Rock/Alternativo em Português (Little Electric Chicken Heart)   | Indicado  | [ 37 ] |
| Grammy Latino                           | 2024 | Melhor Álbum de Rock/Alternativo em Português (Me Chama de Gato Que Eu Sou Sua) | Indicado  | [ 38 ] |
| WME Awards                              | 2020 | Produtora musical                                                               | Indicado  | [ 39 ] |
| WME Awards                              | 2023 | Produtora musical                                                               | Venceu    | [ 40 ] |
| WME Awards                              | 2023 | Música alternativa ("Electric Fish")                                            | Indicado  | [ 41 ] |
| Prêmio da Música Brasileira             | 2024 | Melhor Intérprete de Pop/Rock                                                   | Indicado  | [ 42 ] |
| Prêmio da Música Brasileira             | 2024 | Melhor Lançamento de Pop/Rock (Me Chama De Gato Que Eu Sou Sua)                 | Venceu    | [ 42 ] |